# Centrostephanus coronatus
Centrostephanus coronatus is een zee-egel uit de familie Diadematidae.
De wetenschappelijke naam van de soort werd in 1867 gepubliceerd door Addison Emery Verrill.